# Carl Troll

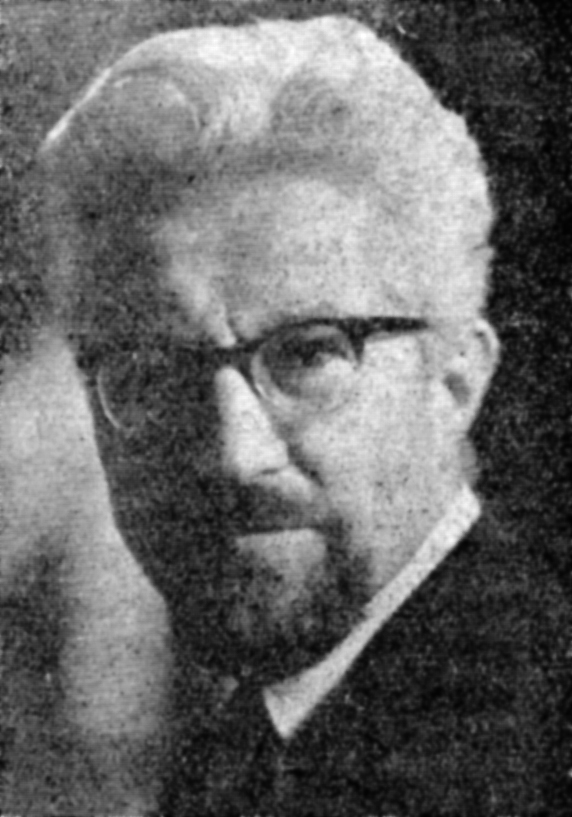
Carl Troll

Carl Theodor Troll (* 24. Dezember 1899 in Gabersee; † 21. Juli 1975 in Bonn) war ein deutscher Geograph und Rektor der Universität Bonn. Sein offizielles botanisches Autorenkürzel lautet „C.Troll“. Der Botaniker Wilhelm Troll war sein Bruder.

## Leben
Carl Troll war Schüler des Wilhelmsgymnasiums München und trat im Juni 1917 mit der Notreifeprüfung ins Heer ein.
Von 1919 bis 1922 studierte er an der Universität München unter anderem Biologie, Chemie, Geologie, Geographie und Physik. 1921 wurde er in Botanik promoviert und habilitierte sich 1925 beim Richthofen-Schüler Erich von Drygalski in Geographie. Von 1922 bis 1927 arbeitete er als Assistent am Geographischen Institut in München.
Vom Mai 1926 bis zum August 1929 unternahm er eine lange Forschungsreise durch Südamerika und bereiste dabei Bolivien, Ecuador, Kolumbien, Nordchile, Panama und Peru. Diese Reise hat seine „wissenschaftliche Entwicklung grundlegend beeinflusst. Hier gewann er die Erkenntnis für seine wegweisenden Arbeiten zur Geographie der Hochgebirge, zur dreidimensionalen Betrachtung der Klimate der Erde und zur vergleichenden Analyse der Vegetation.“
1930 wurde er Professor für Kolonial- und Überseegeographie in Berlin. Zwischen 1933 und 1934 bereiste er mit Karl Wien Ost- und Südafrika. Während der Jahre 1936 bis 1938 war er ordentlicher Professor der Abteilung Wirtschaftsgeographie am Institut und Museum für Meereskunde der Universität Berlin.
1937 nahm er außerdem an der Deutschen Nanga-Parbat-Expedition 1937 teil und konnte durch seine geobotanischen Tätigkeiten während dieser Expedition eine vegetationskundliche Karte des Expeditionsgebietes erarbeiten und entging so dem Lawinenabgang, bei dem alle sieben Expeditionsteilnehmer und neun Sherpas ums Leben kamen.
Er unternahm mit Rudolf Schottenloher (1911–1944) eine Forschungsreise nach Äthiopien.
Zwischen 1938 und 1966 war er ordentlicher Professor und Direktor am Geographischen Institut in Bonn. Dieses wurde im Zweiten Weltkrieg im Jahre 1944 nach Scheinfeld verlagert, jedoch bereits ein Jahr später wieder nach Bonn zurückgeführt. 1947 gründete Carl Troll die Zeitschrift Erdkunde. Im ersten Beitrag ihres ersten Jahrgangs hielt er Rückschau auf Die geographische Wissenschaft in Deutschland in den Jahren 1933 bis 1945. Eine Kritik und Rechtfertigung. In diesem langen, auch als Sonderdruck erschienenen Aufsatz zeigte er, wie der Nationalsozialismus Einfluss auf die geographische Forschung in Deutschland nahm und wie deutsche Geographen dem Nationalsozialismus zuarbeiteten. Seine sachliche Darstellung und seine Kritik an den Irrwegen der deutschen Geopolitik ab 1933 trugen dazu bei, dass die deutsche Geographie ihr Ansehen im Ausland zurückgewann.
Ab 1949 wurde er Leiter des Fachausschusses der Geographie der Notgemeinschaft der Deutschen Wissenschaft (später: Deutsche Forschungsgemeinschaft) und nahm außerdem eine bis 1959 andauernde Gutachtertätigkeit auf. Ab 1950 übernahm er die Leitung der Kommission für Erdwissenschaftliche Forschungen der Akademie der Wissenschaften und der Literatur in Mainz. 1954 unternahm Troll eine Forschungsreise nach Mexiko. Zwischen den Jahren 1956 und 1960, sowie zwischen 1964 und 1968 war Carl Troll Vizepräsident der International Geographical Union (IGU), zwischen 1960 und 1964 deren Präsident. Außerdem hatte er zwischen 1957 und 1959 das Amt des Ratsherren der Stadt Bonn für die CDU inne. Zwischen 1960 und 1961 war er Rektor der Universität Bonn. 1966 wurde er emeritiert.
Am 21. Juli 1975 starb Carl Troll in Bonn im Alter von 75 Jahren an Herzversagen. Beigesetzt wurde er in Bonn auf dem Poppelsdorfer Friedhof.

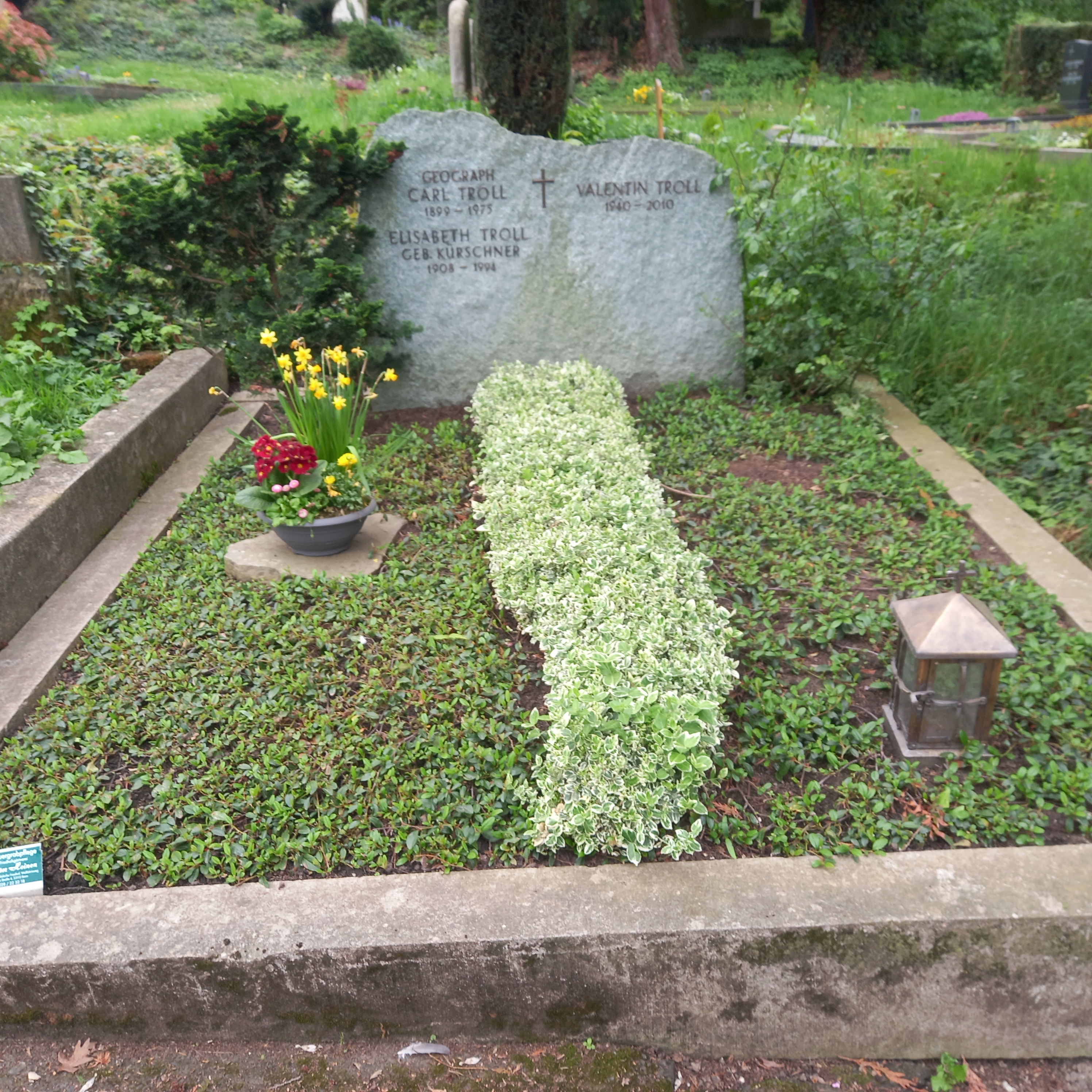
Das Grab von Carl Troll und seiner Ehefrau Elisabeth geborene Kürschner im Familiengrab auf dem Poppelsdorfer Friedhof in Bonn

## Wirken
Carl Troll prägte den Begriff Landschaftsökologie und den Begriff des Tageszeitenklimas. Aus hydrologischen, biologischen und wirtschaftlichen Daten entwickelte er Jahreszeitenklimakarten und Klimaklassifikationen in drei Dimensionen. Heute weit verbreitet wird die so genannte effektive Klimaklassifikation nach Troll/Paffen, die die Erdoberfläche in fünf Klimazonen (mit jeweils etlichen weiteren Untergruppen) einteilt. Es verwendet Klimamerkmale zur Abgrenzung der einzelnen Klimatypen, nämlich die Mitteltemperaturen des kältesten und wärmsten Monats, die Lufttemperatur-Jahresschwankungen, die Vegetationsdauer und das Niederschlag/Feuchteangebot. Schüler von Troll waren unter anderem Wilhelm Lauer, Wolfgang Weischet und Felix Monheim (1916–1983).

## Ehrungen
Carl Troll war Mitglied der Leopoldina (1937), der Bayerischen Akademie der Wissenschaften (1942), der Königlich-Preußischen Akademie der Wissenschaften (1943), der Akademie der Wissenschaften und der Literatur (1950), der Österreichischen Akademie der Wissenschaften (1955) und der Königlich Dänischen Akademie der Wissenschaften (1965). Außerdem erhielt er u. a. 1938 die Carus-Medaille der Leopoldina, 1953 die Vega-Medaille der Schwedischen Gesellschaft für Anthropologie und Geographie, 1962 die Victoria Medal der Royal Geographical Society und 1964 die Albrecht-Penck-Medaille. Die Ehrendoktorwürde wurde Troll durch die Katholische Universität Löwen und die Universität Wien verliehen. Im Bonner Universitätsviertel Poppelsdorf ist die „Carl-Troll-Straße“ nach ihm benannt.
Nach Troll sind auch die Moosgattung Trolliella Herzog, die Pilzgattung Trolliomyces Ulbr. und der Kaktus Oreocereus trollii sowie der Trollberg auf der antarktischen Insel King George Island benannt.

## Veröffentlichungen
- Die Entfaltungsbewegungen der Blütenstiele und ihre biologische Bedeutung. In: Flora oder allgemeine botanische Zeitung. Neue Folge 15 = Band 115, Nr. 4, 1922, ISSN 0367-1615, S. 293–392, (München, Universität, Dissertation, 1921; Digitalisat).
- Ozeanische Züge im Pflanzenkleid Mitteleuropas. In: Freie Wege vergleichender Erdkunde. Erich von Drygalski zum 60. Geburtstage am 9. Februar 1925 gewidmet von seinen Schülern. Oldenbourg, München u. a. 1925, S. 307–335, doi:10.1515/9783486750430-022 (Habilitation).
- mit Fritz Lange, Elsa Gerth: Afrika als Rohstofflieferant der Weltwirtschaft. (Erläuterungen zur Ausfuhrkarte Afrikas 1925–28). In: Koloniale Rundschau. Nr. 9/12, 1932, ZDB-ID 515840-0, S. 448–489.
- Das deutsche Kolonialproblem auf Grund einer ostafrikanischen Forschungsreise 1933/34. Reimer, Berlin 1935 (Vortrag, gehalten in der Deutschen Kolonialgesellschaft).
- Kolonialgeographische Forschung und das deutsche Kolonialproblem. In: Albrecht Haushofer (Hrsg.): Verhandlungen und wissenschaftliche Abhandlungen des 26. Deutschen Geographentages zu Jena 9. bis 12. Oktober 1936. Hirt, Breslau 1937, S. 119–138.
- Luftbildplan und ökologische Bodenforschung. In: Zeitschrift der Gesellschaft für Erdkunde zu Berlin. Nr. 7/8, 1939, ISSN 1614-2055, S. 241–298.
- Studien zur vergleichenden Geographie der Hochgebirge der Erde. In: Hauptversammlung der Gesellschaft von Freunden und Förderern der Rheinischen Friedrich-Wilhelms-Universität zu Bonn. Band 23, 1940, ZDB-ID 214082-2, S. 49–96, (Auch als Sonderdruck: (= Bonner Mitteilungen. 21, ZDB-ID 205992-7). Gesellschaft von Freunden und Förderern der Rheinischen Friedrich-Wilhelms Universität zu Bonn, Bonn 1941).
- Koloniale Raumplanung in Afrika. In: Zeitschrift der Gesellschaft für Erdkunde zu Berlin. Nr. 1/4, 1941, S. 1–41, (Auch als Sonderdruck: Schulungs- und Rednermaterial der Bundesführung des Reichskolonialbundes. Mittler, Berlin 1941).
- Die geographische Wissenschaft in Deutschland in den Jahren 1933 bis 1945. Eine Kritik und Rechtfertigung. In: Erdkunde. Band 1, Nr. 1, 1947, ISSN 0014-0015, S. 3–48, doi:10.3112/erdkunde.1947.01.02.
- Tatsachen und Gedanken zur Klimatypenlehre. In: Geographische Studien. Festschrift zur Vollendung des 65. Lebensjahres von Prof. Dr. Johann Sölch überreicht von seinen Schülern, Freunden und Mitarbeitern. Geographische Gesellschaft u. a., Wien 1951, S. 184–202.
- Tagebücher der Reisen in Bolivien 1926/1927 (= Erdwissenschaftliche Forschung. 19). Bearbeitet von Felix Monheim. Herausgegeben von Ingeborg Monheim. Aus dem Stenogramm übertragen von Elisabeth Troll. Steiner, Stuttgart 1985, ISBN 3-515-04567-8.